# Sighișoara
Sighișoara (en alemán: Schäßburg, en húngaro: Segesvár, y en latín: Castrum Sex) es una ciudad y un municipio en el río Târnava en el distrito de Mureș, en Rumania. Localizado en la región histórica de Transilvania, Sighișoara tiene una población de 32.287 habitantes (2002).
Situada en los Cárpatos transilvanos, la ciudad destaca por las casas de la Ciudadela, la Torre del Reloj, su cementerio y la población de sajones de Transilvania, una etnia alemana.
Sighișoara ha conservado de manera ejemplar las características de una pequeña ciudad medieval fortificada, su centro histórico ha sido incluido por la Unesco como Patrimonio de la Humanidad en 1999. En 2012 fue laureada, junto con la ciudad italiana Corciano con el Premio de Europa, una distinción otorgada anualmente por el Consejo de Europa, desde 1955, a aquellos municipios que hayan hecho notables esfuerzos para promover el ideal de la unidad europea.
Es la ciudad natal del héroe Vlad Tepes, que inspiró a Bram Stoker para su famoso personaje del conde Drácula.

## Historia
El rey húngaro Géza II asentó en la zona a un grupo de sajones que iniciarían la construcción de la ciudad fortificada, que fue considerada castillo desde 1260. La torre del reloj fue construida durante el siglo XIV y fue la residencia del consejo de la ciudad hasta 1556. Fue destruida por un incendio, y reconstruida en 1677 en estilo barroco.
El general imperial austríaco Basta capturó la ciudad en 1603. Durante la rebelión de Rákoczi fueron destruidas muchas de sus torres. Desde entonces el castillo perdió su importancia estratégica.

## Galería

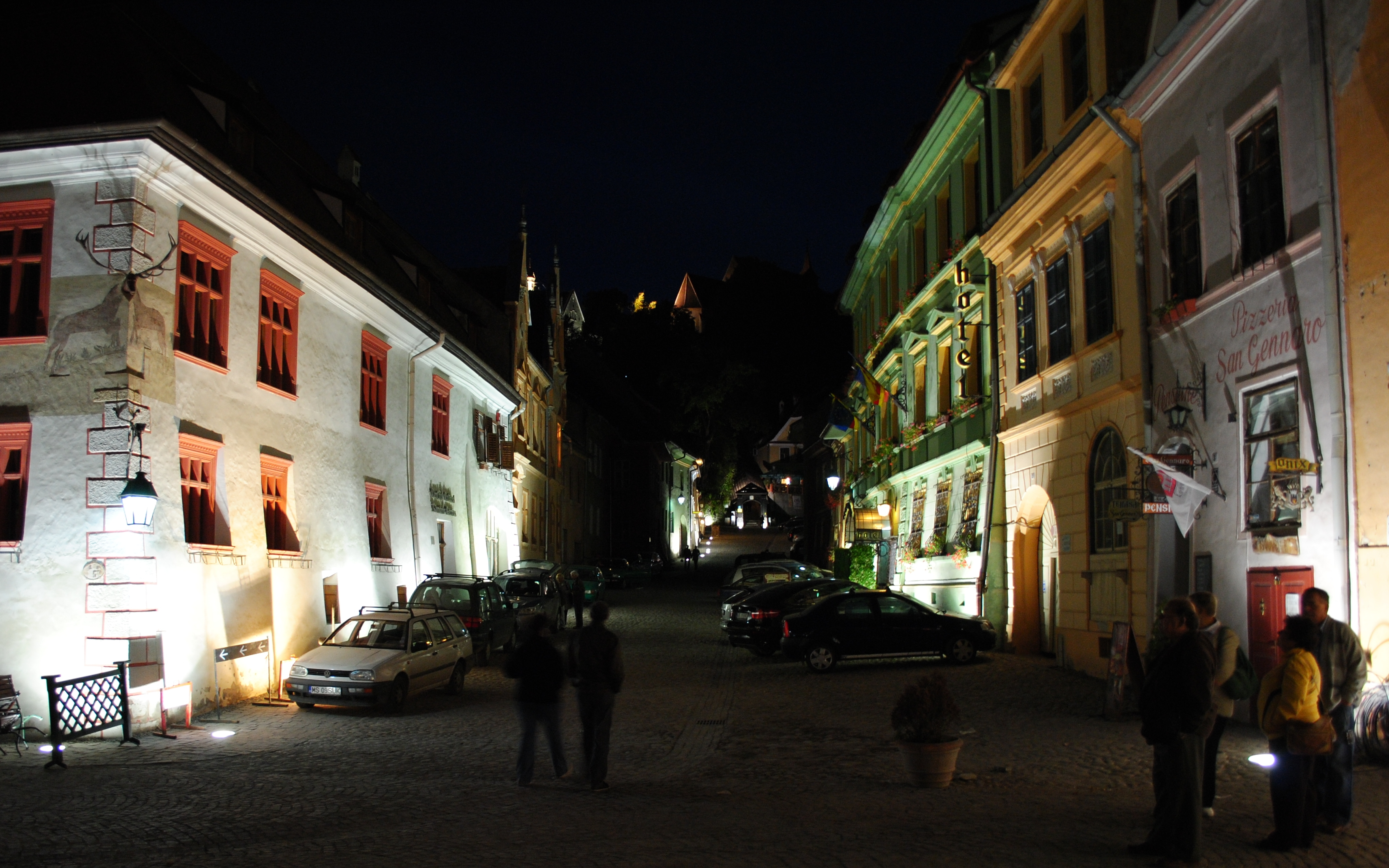
Sighișoara, vista nocturna.
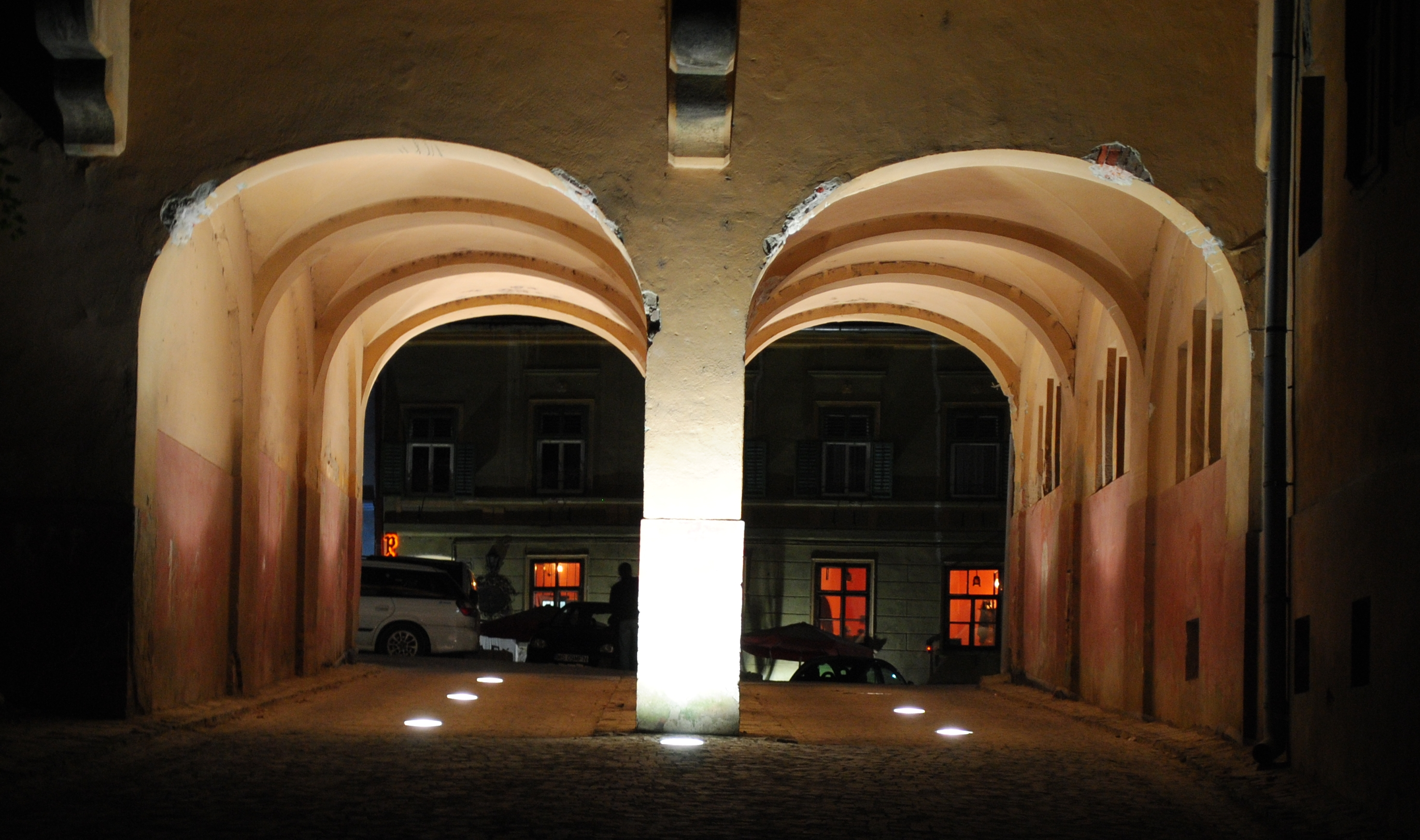
Sighișoara, entrada principal nocturna.
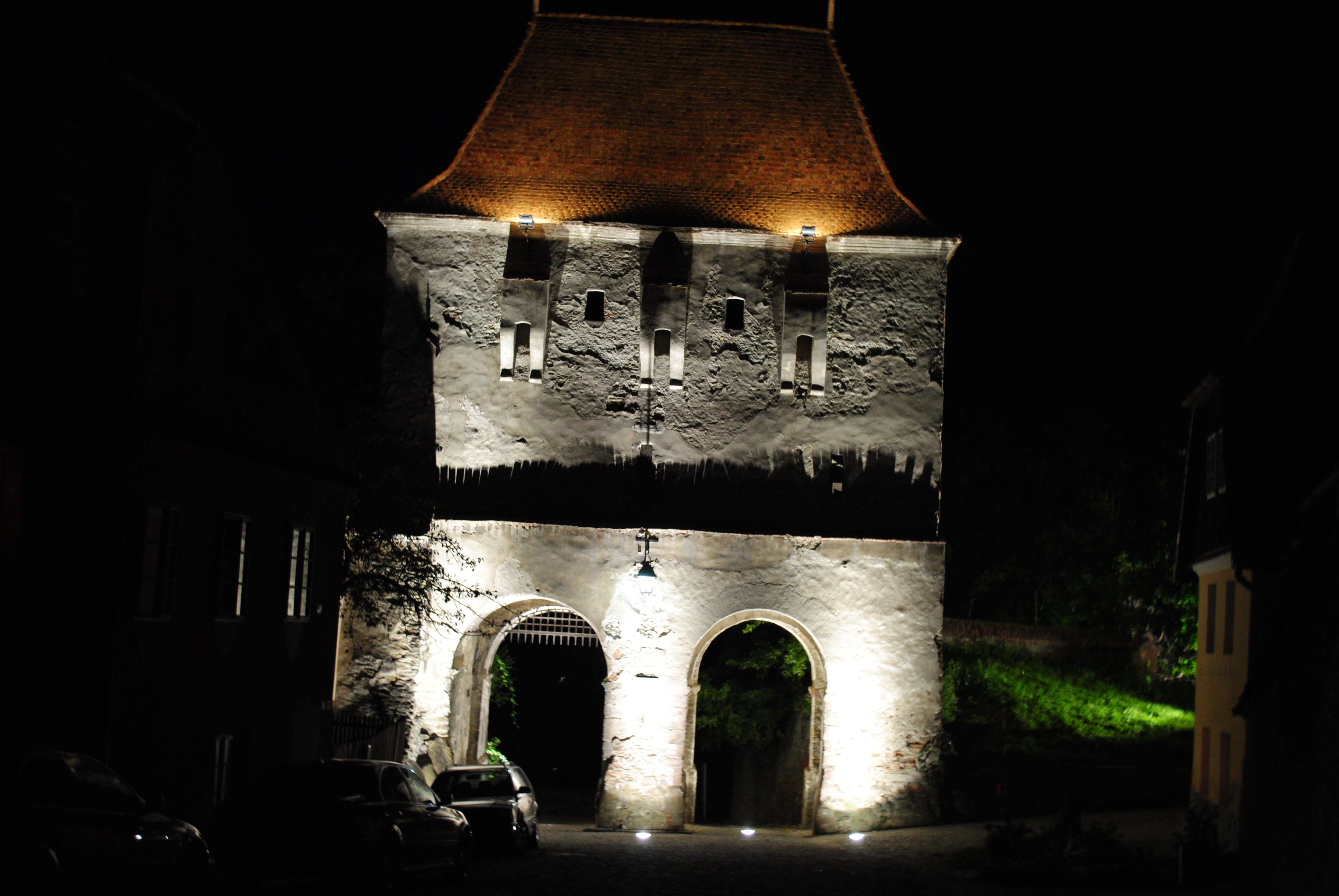
Sighișoara, la torre en vista nocturna.
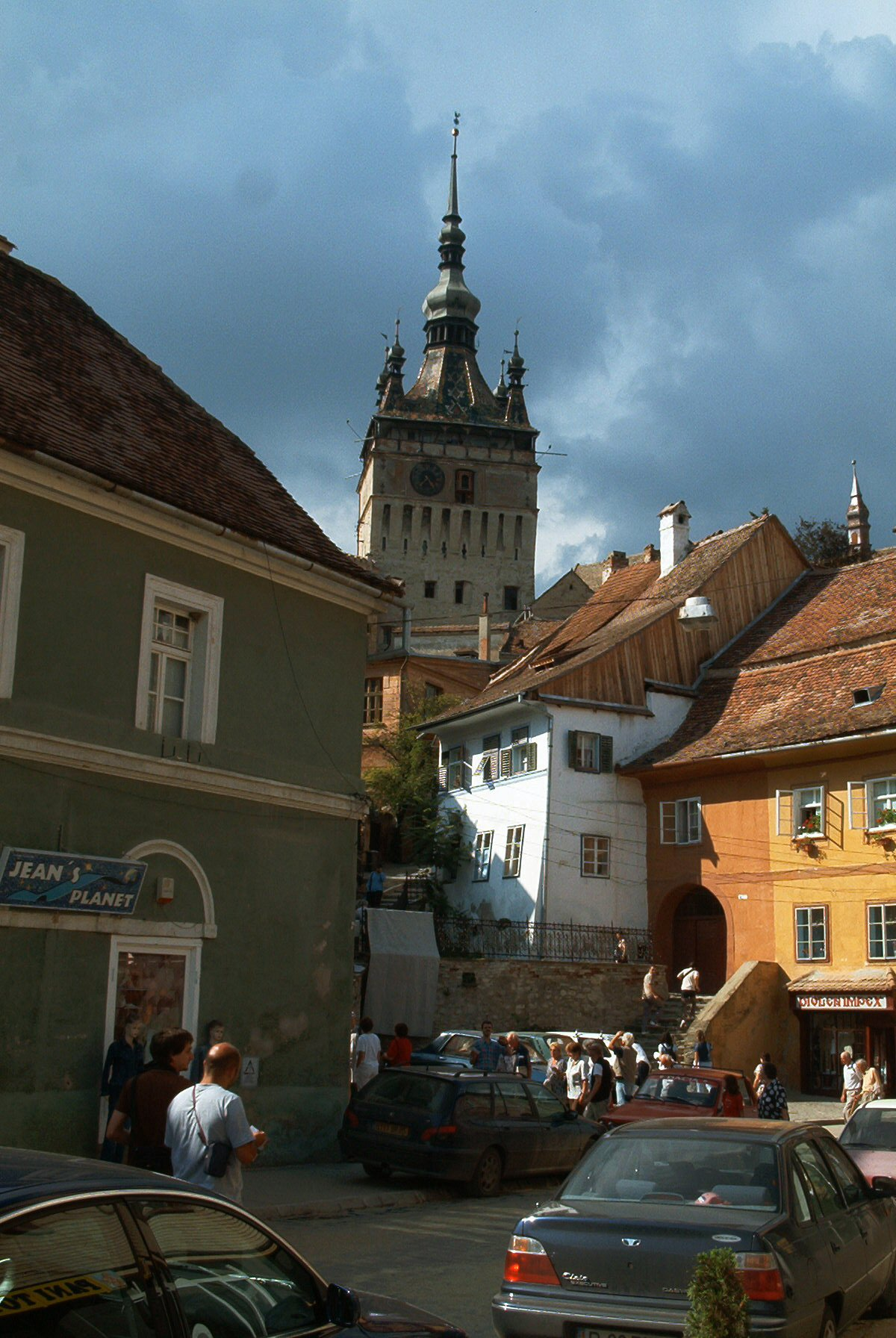
Panorámica de Șighișoara, en la que destaca la famosa Torre del Reloj.
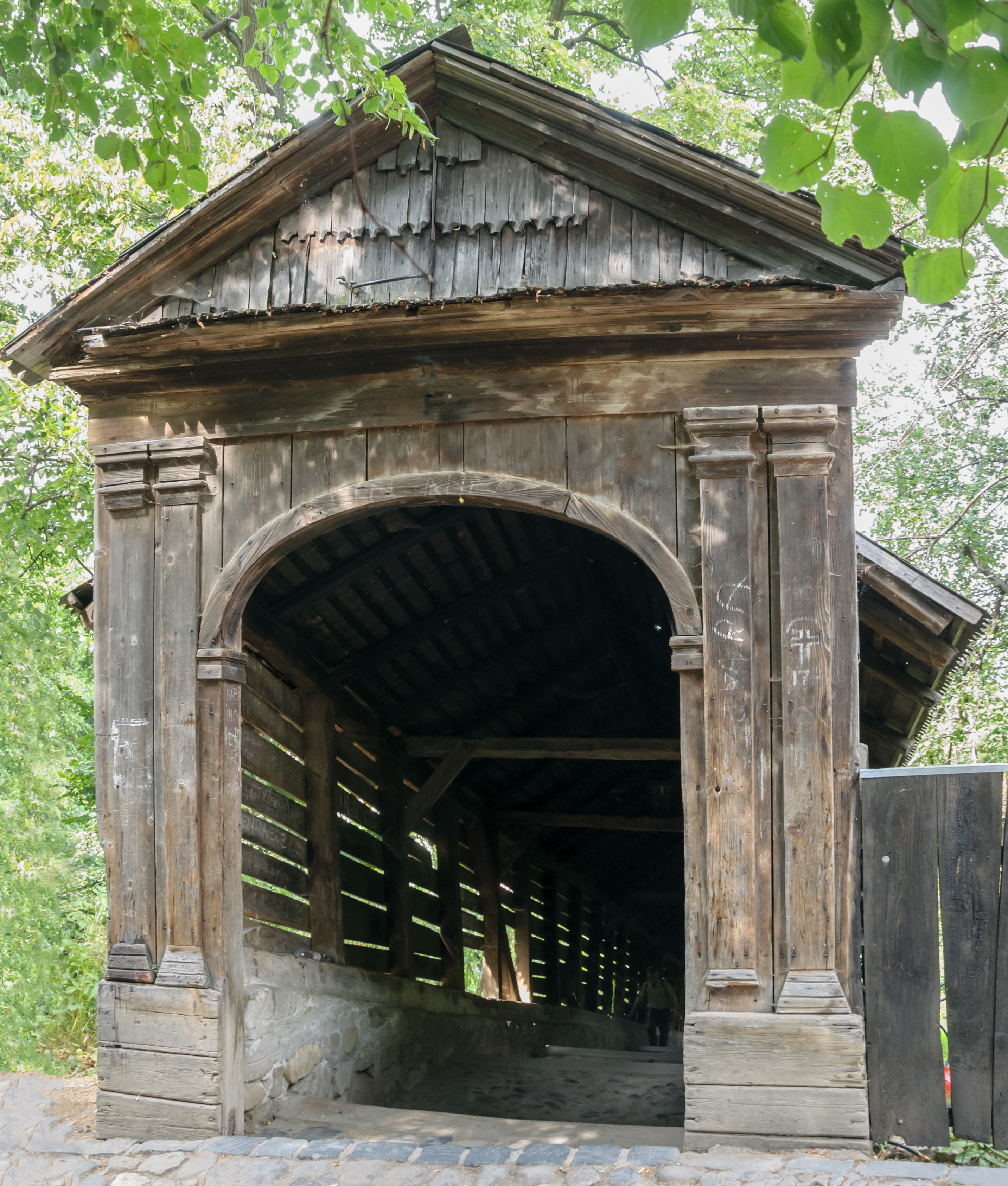
Escalera cubierta.

## Ciudades hermanadas
Sighișoara está hermanada con las siguientes ciudades: 
- Dinkelsbühl
- Kiskunfélegyháza
- Baden
- Città di Castello
- Blois
- Zamość